# Pierre Sauzeau
Pierre Sauzeau, né le 29 décembre 1946 est un universitaire français, professeur de grec ancien à la retraite à l'Université Paul-Valéry de Montpellier, spécialiste d'Homère, de mythologie grecque et de mythologie comparée. 
Il est membre associé de l'équipe de recherche CRISES dont il a été le sous-directeur.

## Travaux
Avec son frère André, il a proposé d'ajouter une quatrième fonction aux trois qui ont été repérées par Georges Dumézil dans les mythologies indo-européennes.
Reprenant une idée proposée par les frères Rees, reprise par Nick Allen, Pierre et André Sauzeau élaborent à nouveaux frais une théorie de la "quatrième fonction" regroupant ce qui est marginal, étrange et étranger, ce qui échappe à l'ordre ; théorie qui complète de façon économique, sans la dénaturer, la trifonctionnalité dumézilienne.
Cette quatrième fonction regrouperait par exemple le dieu védique Rudra, le scandinave Loki, ou encore le grec Apollon, qui ne trouvent pas leur place dans les trois fonctions duméziliennes, ou encore des personnages mythiques ou légendaires tels que Robin des Bois ou Ulysse. 
Ainsi, en explorant les mythologies et les langues des anciens Indiens, des Grecs et Romains jusqu'aux "derniers païens" de l'Hindou-Kouch, en passant par l'Irlande et la Scandinavie médiévales, ce champ de recherche permet d'approfondir le champ de la quatrième fonction : le reste, l'anormal, l'ambigu, le passage, l'Autre ; étranger, bourreau, esclave, berger, monstre, fripon, poète ou prophète.
On retrouve cette structure des quatre fonctions dans des ouvrages de fiction contemporaine tels que la saga Harry Potter, le Seigneur des Anneaux ou encore dans le jeu vidéo Starcraft[source insuffisante]. 
Ses premiers travaux de recherche ont porté sur le nom d’Argos et sur la mythologie qui s’y rapporte, dans le cadre de sa thèse Les Partages d'Argos. Recherches sur l'imaginaire de la Cité rayonnante, dirigée par Michel Cassevitz et Pierre Vidal-Naquet. 
À travers cette étude des mythes et des langues, les recherches touchent également à l'histoire des couleurs, qui participent à la structuration des fonctions. Ainsi, aux trois couleurs fonctionnelles analysées par G. Dumézil (à savoir blanc, rouge et une couleur foncée) s'ajoute la couleur chlore, si discutée : couleur des yeux d'Athéna, de l'olivier ou encore de l'or.   
Il a publié plusieurs numéros des Cahiers du GITA consacrés au théâtre antique.    
Pierre Sauzeau anime un podcast, Confinés avec Homère, suivi de Déconfinés avec Homère, qui décrypte l’œuvre d'Homère, en proposant sa propre traduction de certains passages puis un commentaire de ceux-ci .     

## Publications
- Allen, Nick J. « The ideology of the Indo-Europeans : Dumézil’s theory and the Idea of a fourth function. » Int. J. Moral & Social Studies 2, 1987, p. 23-39.
- Rees A. & Rees B., Celtic Heritage, 1961, London (réed. 1994).
- André Sauzeau et Pierre Sauzeau (partie I), Les chevaux colorés de l'« apocalypse » : L'Apocalypse de Jean, Zacharie et les traditions de l'Iran, t. 212, Persée / RHR (no 3), 1995 (OCLC 732484553, DOI 10.3406/rhr.1995.1262, lire en ligne), p. 259-298
- André Sauzeau et Pierre Sauzeau (partie II), Les chevaux colorés de l'« apocalypse » : Commentaires, iconographie et légendes de l'Antiquité au Moyen Age, t. 212, Persée / RHR (no 4), 1995 (OCLC 732484553, DOI 10.3406/rhr.1995.1248, lire en ligne), p. 379-396
- Sauzeau Pierre et Sauzeau André : « Le symbolisme des métaux et le mythe des races métalliques », RHR, 219, 2002, p. 259-297.
- Sauzeau P. & Sauzeau A., « La quatrième fonction : pour un élargissement du modèle dumézilien », Mythe et mythologie dans l’Antiquité gréco-romaine, Europe, 904-905, 2004, p. 231-253.
- Sauzeau P. et A., La quatrième fonction, Marginalité et altérité dans l'idéologie indo-européenne, Paris, Belles Lettres, 2012  (Vérité des Mythes)
- Sauzeau J. et P., Fables grecques et latines de l'Antiquité, Paris, Belles Lettres, 2017
- Sauzeau P. et A, Une couleur disparue : la couleur chlore, in La fabrique du regard, Michel Oudiard, Paris, 2010, p. 77-88.
- Sauzeau P., La bataille finale, Mythes et épopées des derniers temps dans les traditions indo-européennes, Paris, L'harmattan, 2017
- Sauzeau P., Les partages d'Argos, Sur les pas des Danaïdes, Paris, Belin, 2005
- Ménard H., Sauzeau P., Thomas J-F, La Pomme d'Eris, le conflit et sa représentation dans l'Antiquité, Montpellier, PULM, 2012
- Sauzeau P., Van Compernolle T., Les armes dans l'Antiquité, Montpellier, PULM, 2007
- Sauzeau P., De la déesse Héra à la Panaghia, réflexions sur le problème des continuités religieuses en Grèce et en Grande-Grèce, RHR, 2007, p.289-317.
- Pierre Sauzeau (dir.) et Jean-Claude Turpin (dir.), Philomythia : Mélanges offerts à Alain Moreau, vol. 16, Montpellier, PULM, coll. « Mondes anciens / Cahiers du GITA », 2008, 301 p., 16 × 24 cm (ISBN 2842698517 et 9782842698515, OCLC 496852931, SUDOC 131138898, présentation en ligne)
- Sauzeau P., Le grand livre des mythes grecs, illustr. Djohr et Pierre Sauzeau, Paris, Les Belles Lettres, 576 p., 2024  (ISBN 978-2251455945)